# Petra Elsterová
Petra Elsterová (* 7. června 1973 Ostrov) je bývalá česká snowboardistka, která závodila v letech 1997–2011 v alpských disciplínách.
Startovala na Zimních olympijských hrách 2006, kde se v paralelním obřím slalomu umístila na 23. místě. Účastnila se světových šampionátů v letech 1999, 2001, 2003, 2005 a 2011, jejím jejím největším úspěchem z těchto akcí je 17. příčka z paralelního obřího slalomu na MS 2005. V závodech Světového poháru se třikrát umístila v první desítce, ve Winterbergu v roce 2005 byla v paralelním slalomu čtvrtá.